# Budelière

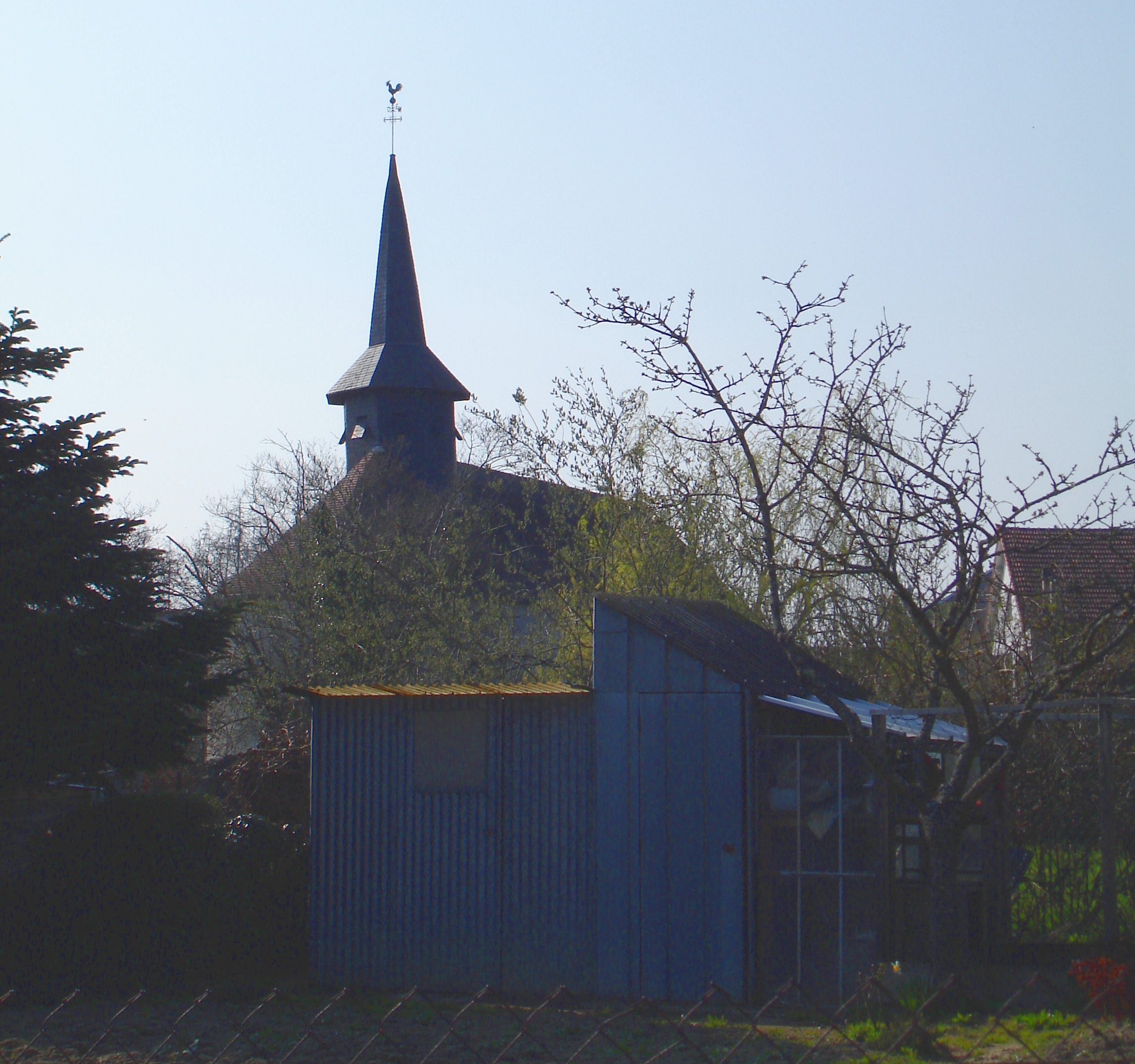
Iglesia de Budelière.

 Budelière  es una comuna (municipio) de Francia, en la región de Lemosín, departamento de Creuse, en el distrito de Aubusson y cantón de Chambon-sur-Voueize.
Su población en el censo de 2008 era de 793 habitantes.

## Geografía
Está integrada en la Communauté de communes d’Évaux-les-Bains et de Chambon-sur-Voueize.
El pueblo está a unos 52 km de la capital del departamento, Guéret, a 18 km de Montluçon, a 6 km de Chambon-sur-Voueize y a 8 km de Évaux-les-Bains. Limitada al oeste por el estanque de Réberie y al este por las gargantas del río Tardes, un lugar incluido en la red Natura 2000, Budelière se beneficia de una naturaleza todavía muy bien conservada.

## Demografía
| 636 | 689 | 623 | 715 | 756 | 755 | 793 |
| Para los censos de 1962 a 1999 la población legal corresponde a la población sin duplicidades (Fuente: INSEE [Consultar]) |     |     |     |     |     |     |

## Historia

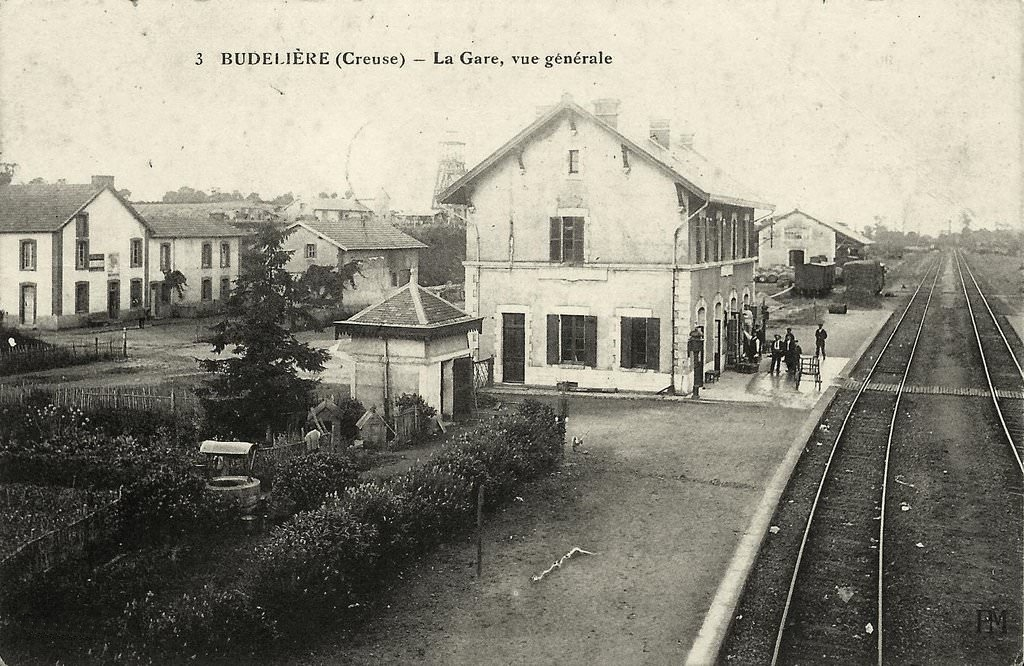
Postal de la estación hacia 1920.

Las huellas de ocupación remontan al final del Neolítico, con la presencia de un antiguo dolmen hoy en ruinas, en el sitio de los Chavadis y un antiguo oppidum galo cerca de la iglesia de Santa Radegonde.
En 1905, se abrió una mina de oro en la aldea de Châtelet, que produjo 11 toneladas de oro entre su apertura en 1905 y su cierrada en 1955.

## Monumentos históricos y otros lugares de interés

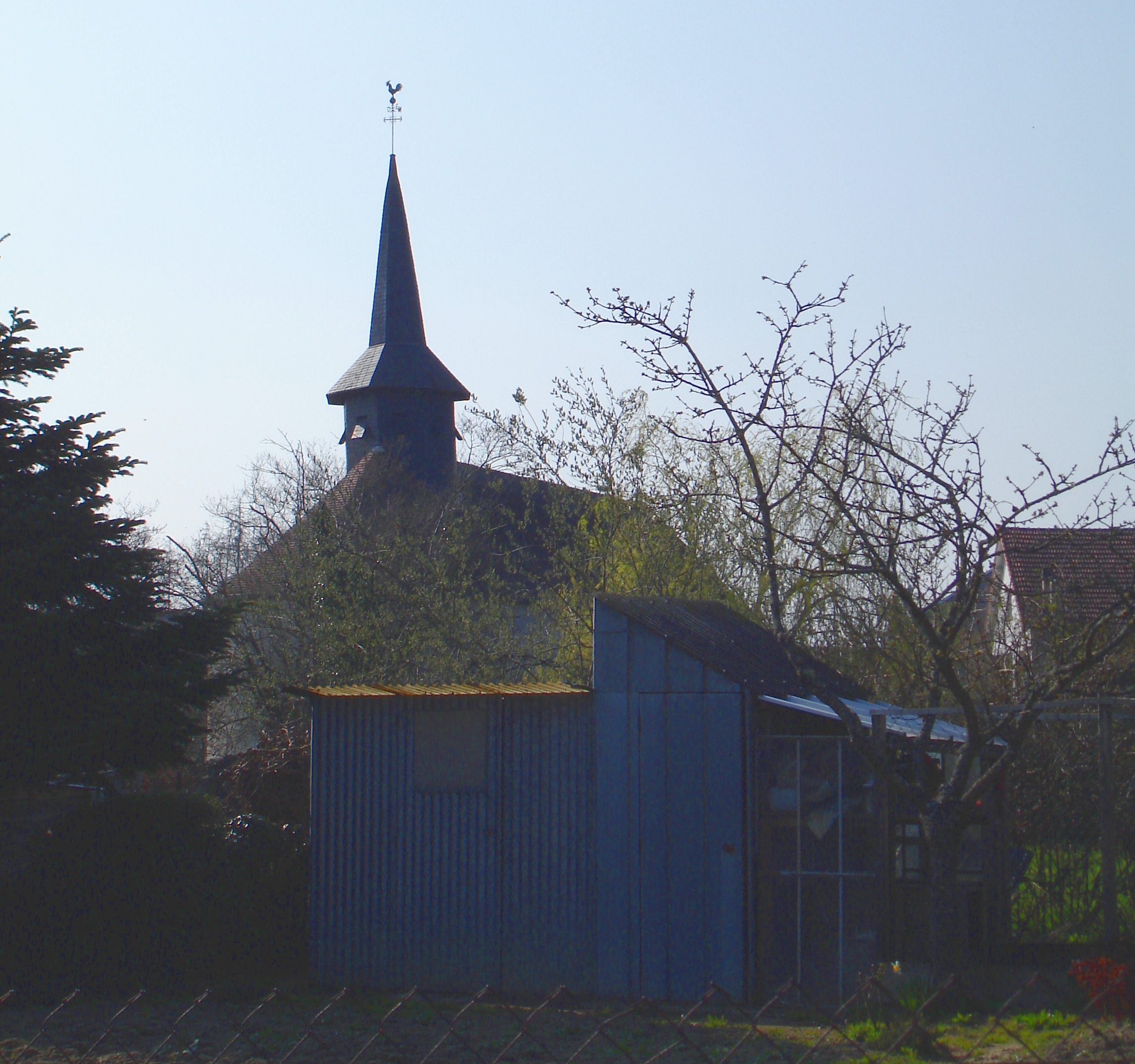
Iglesia de San Marcial
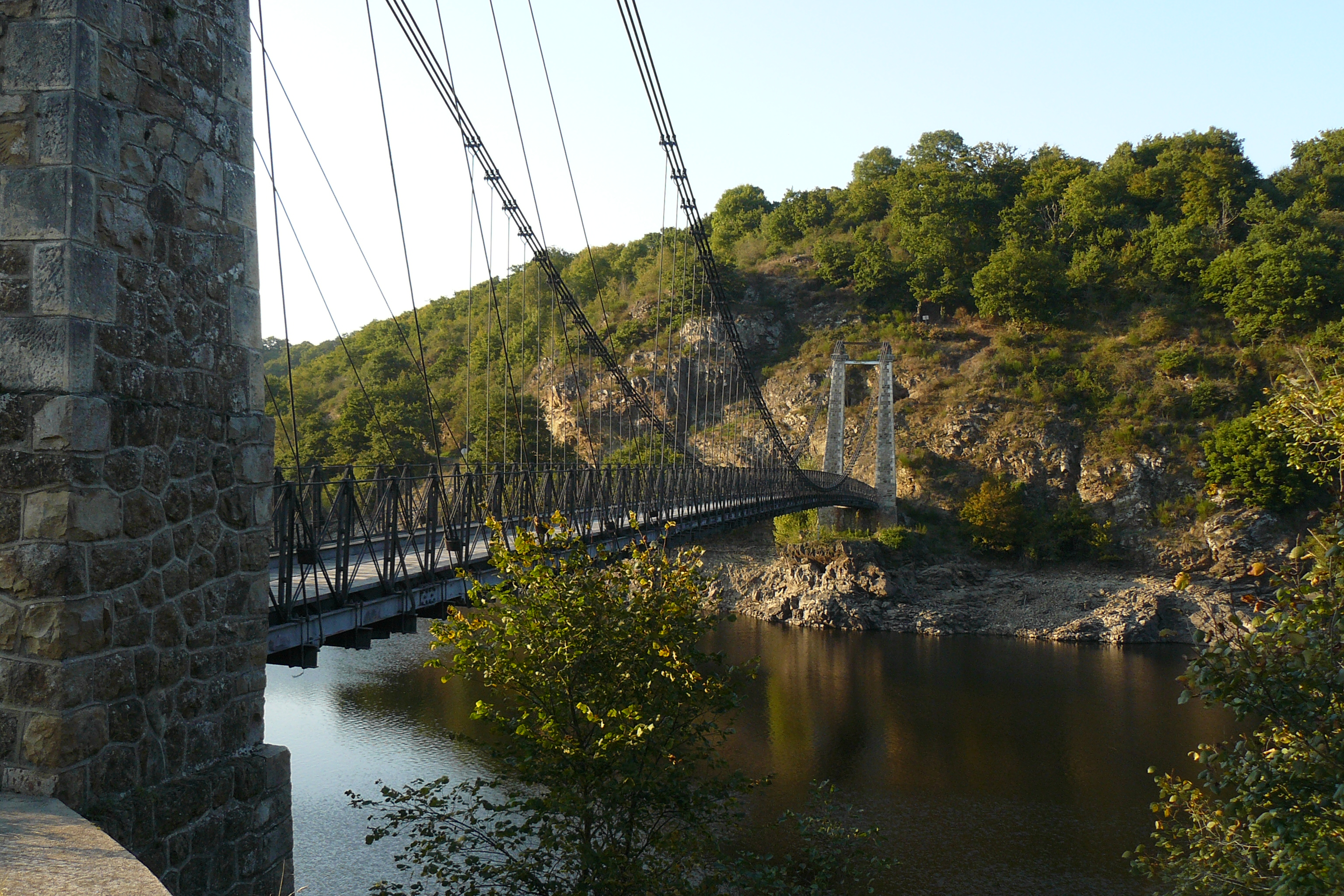
Puente colgante sobre el río Tardes.
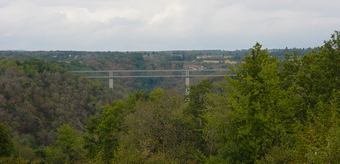
Viaduc de la Tardes, El viaducto ferroviario Gustave Eiffel ahora en desuso, catalogado como Monumento Histórico
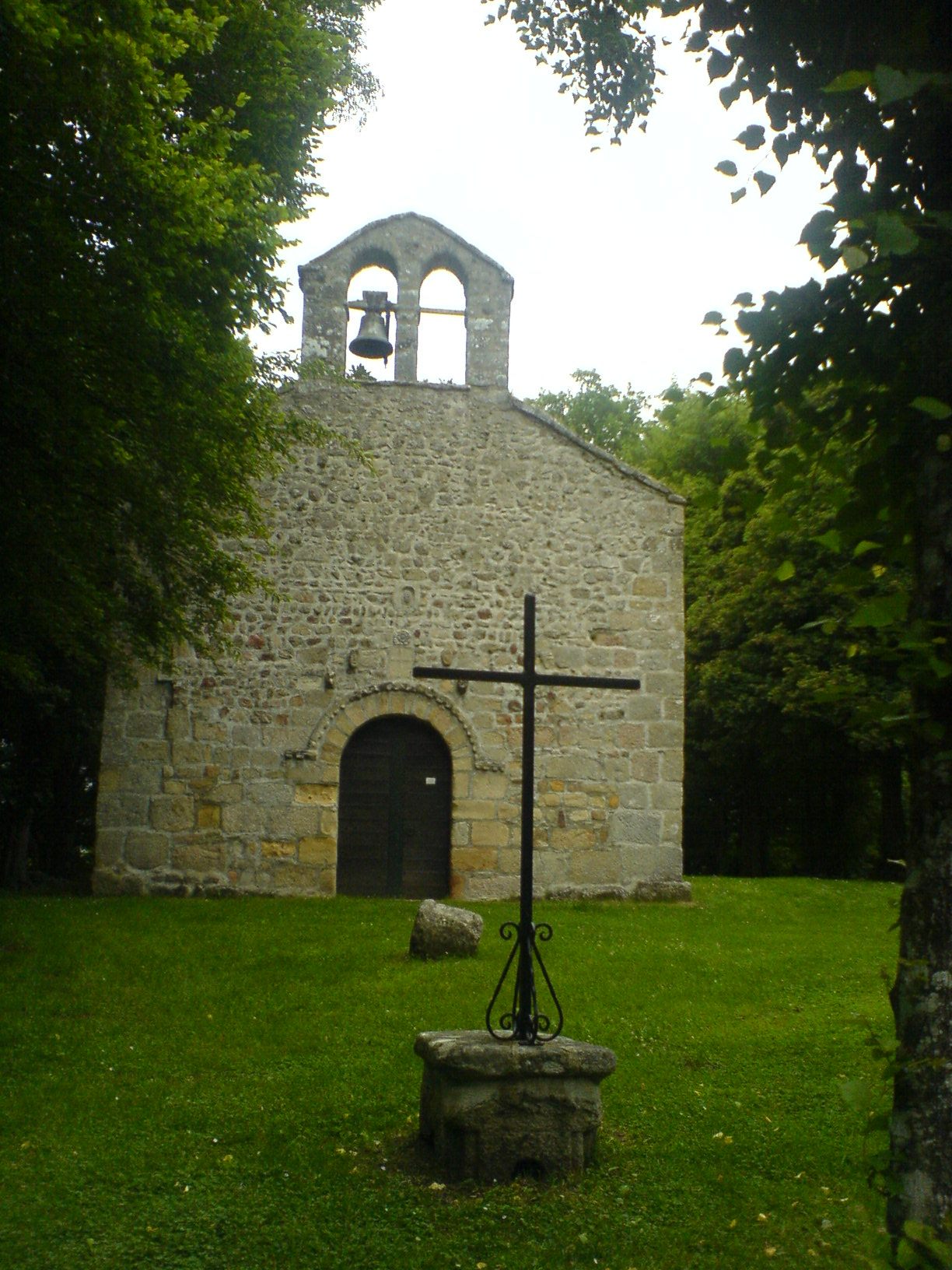
Iglesia de Santa Radegonde.